# Cổng thanh toán điện tử
Cổng thanh toán điện tử là hệ thống kết nối người mua, người bán và ngân hàng với nhau với mục tiêu để người bán nhận được tiền ngay khi giao dịch trực tuyến được hoàn thành.
Các hệ thống thanh toán trực tuyến sẽ kết nối với các cổng thanh toán điện tử. Để thanh toán trực tuyến, người bán phải có tài khoản trên một dịch vụ trung gian nào đó như Paypal, Onepay hay LibertyReserve và phải liên kết tài khoản của mình lên các dịch vụ trung gian này.

## Lợi ích
Thay vì phải ra ngân hàng chuyển tiền hoặc nộp tiền mặt trực tiếp, những người sử dụng cổng thanh toán chỉ cần xác nhận thanh toán và chờ hệ thống xử lý. Nhờ vào đó, người bán và người mua có thể tiết kiệm chi phí và thời gian đi lại.
Riêng đối với các đơn vị bán hàng, họ có thể tích hợp cổng thanh toán này trên website của mình, có thể thu tiền khách trực tiếp, giảm tải tình trạng bị hủy đơn hàng hay các đơn ship COD không thành công. Ngoài ra, người bán có thể dễ dàng quản lý được các lịch sử giao dịch và tránh bị nhầm lẫn trong quá trình thanh toán các đơn hàng của mình.